# Jack Sinclair
Pour les articles homonymes, voir Sinclair.
Jack Sinclair fut, pendant la Seconde Guerre mondiale, un agent du service secret britannique Special Operations Executive.
Situation militaire : SOE, section F, General List ; grade : lieutenant ; matricule : 316615.

## Famille
- Ses parents : Andrew Daniel et Marie Louise Sinclair.
- Sa femme : Freda May Sinclair, Rock Ferry, Cheshire.

## Éléments biographiques
Jack Andrew Eugene Marcel Sinclair naît en France, probablement en 1922. Pendant la Seconde Guerre mondiale, il est recruté par le Special Operations Executive. Son recrutement commence par une méprise à la suite d'une attaque surprise de la résistance dans le Marais à Paris. Pris comme otage par les Allemands, il réussit à s'échapper et est ensuite évacué par la résistance à Londres. le Special Operations Executive croit alors que Jack Sinclair est le chef de réseau recherché à la suite de l'attaque dans le Marais. Il sera interrogé pendant plusieurs semaines. Une partie du Special Operations Executive avançant même l'hypothèse de l'agent infiltré. Charles Skepper « Bernard », qui n'est pas encore chef du réseau MONK lui fait confiance et lui fait suivre une formation en Algérie. Lors d'exercices avec des explosifs, il aurait développé une surdité qu'il tentera de minimiser. Lorsqu'il est par la suite parachuté en France, il n'aurait pas réagi au faux comité de réception organisé par les Allemands. Mais cette version ne fait pas consensus. Les Allemands auraient retourné le poste émetteur de Steele en avril et émis de faux messages à destination de l’état-major. Certains doutes subsistent quant à la véritable identité de la personne arrêtée puis morte en prison. Aucune des personnes arrêtées n'ayant parlé, les Allemands ne purent être sûr de l'identité de chaque membre. Madame Régis et plusieurs personnes dont Jack Sinclair auraient réussi à s'échapper de nuit. Les sommes d'argent envoyées au réseau par la suite, prouveraient la poursuite des activités de ce dernier. Les Allemands devaient plutôt croire à la fin du réseau MONK. Rien n'a été fait même du côté des alliés pour élucider le sort des différents membres à la suite de la mission ratée. Le réseau MONK aurait ensuite parachuté du matériel et de l’argent à destination de réseaux défunts, en vue de détourner l’attention de la Gestapo de deux organismes, eux, bien vivants, JOCKEY et GARDENER. Il aurait résidé dans l'Essex à la fin de la guerre.

## Mission
Définition de la mission : assistant de Charles Skepper « Bernard », chef du réseau MONK. Nom de guerre « Adalbert ».
Dans la nuit du 6 au 7 mars 1944, en provenance d'Alger, âgé de vingt-deux ans, il est parachuté en France et arrêté peu de temps après
. Deux explications figurent dans les sources :
- Version 1. On pense qu’ayant atterri loin du comité de réception, il s’est rendu dans une maison sûre que les Allemands connaissaient. [Source : Boxshall].

- Version 2. Il serait mort en captivité par suite des mauvais traitements, mai 1944-mai 1945, Le site SFRoH donne comme date le 1er mai 1944. Mais cette information ne fait pas consensus faute de preuves suffisantes.

## Reconnaissance

### Distinctions
Les sources ne mentionnent aucune distinction.

### Monuments
- En tant que l'un des 104 agents du SOE section F morts pour la France, Jack Sinclair est honoré au mémorial de Valençay (Indre).
- Brookwood Memorial, Surrey, panneau 22, colonne 1.